# 정규 부분군
군론에서 정규 부분군(正規部分群, 영어: normal subgroup)은 내부자기동형사상에 대해 불변인 부분군을 말한다. 정규 부분군에 대하여 몫군을 취할 수 있다.

## 정의
군 {\displaystyle G}의 부분군 {\displaystyle N\leq G}에 대하여, 다음 조건들이 서로 동치이며, 이를 만족시키는 부분군을 {\displaystyle G}의 정규 부분군이라고 한다.
- 임의의 {\displaystyle g\in G}에 대하여, {\displaystyle gNg^{-1}\subseteq N}
- 임의의 {\displaystyle g\in G}에 대하여, {\displaystyle gNg^{-1}=N}.  즉, 내부자기동형사상에 대하여 불변이다.
- 임의의 {\displaystyle g\in G}에 대하여, {\displaystyle gN=Ng}. 즉, 좌잉여류와 우잉여류가 일치한다.
- {\displaystyle \ker \phi =N}인 군 준동형 {\displaystyle \phi \colon G\to H}가 존재한다.
- 정규화 부분군이 {\displaystyle G} 전체이다. 즉, {\displaystyle \operatorname {N} _{G}(N)=G}이다.
- 정규핵이 자기 자신이다. 즉, {\displaystyle \operatorname {Core} _{G}(N)=N}이다.

{\displaystyle N}이 {\displaystyle G}의 정규 부분군임을 다음과 같이 표기한다.
{\displaystyle N\vartriangleleft G}

## 성질
군 {\displaystyle G}의 부분군 {\displaystyle N\leq G}이 정규 부분군이 될 충분 조건은 다음이 있다.
- {\displaystyle G}는 아벨 군이다.
- {\displaystyle N}은 {\displaystyle G}의 중심이다.
- {\displaystyle N}은 자명군이다.
- {\displaystyle N=G}이다.
- {\displaystyle G}는 유한군이며, {\displaystyle N}의 지표 {\displaystyle |G|/|N|}는 {\displaystyle |G|}의 가장 작은 소인수이다.
- {\displaystyle G}는 유한군이며, {\displaystyle N}의 지표 {\displaystyle |G|/|N|}는 2이다.
- {\displaystyle N}은 {\displaystyle G}의 특성 부분군이다.

증명 (지표가 최소 소인수 ⇒ 정규 부분군):
{\displaystyle N=\operatorname {Core} _{G}(N)}임을 보이는 것으로 족하다. {\displaystyle p}가 {\displaystyle |G|}의 최소 소인수라고 하자. {\displaystyle \operatorname {Core} _{G}(N)}은 군의 작용
{\displaystyle G\to \operatorname {Sym} (G/N)}
{\displaystyle g\mapsto (g'\mapsto gg'N)\qquad (g,g'\in G)}
의 핵이므로, 몫군
{\displaystyle G/{\operatorname {Core} _{G}(N)}}
은 대칭군 {\displaystyle \operatorname {Sym} (p)}의 부분군과 동형이며, 그 크기는 대칭군의 크기 {\displaystyle p!}의 약수이다. 즉, 몫군
{\displaystyle N/{\operatorname {Core} _{G}(N)}}
의 크기는 {\displaystyle (p-1)!}의 약수이다. 그러나 위 몫군의 크기는 {\displaystyle p} 미만의 소인수를 가질 수 없다. 따라서 크기는 1이다.
군 {\displaystyle G}의  정규 부분군 {\displaystyle N\vartriangleleft G}가 주어졌다면, 몫군 {\displaystyle G/N}에서 {\displaystyle N}의 외부자기동형군 {\displaystyle \operatorname {Out} N}로 가는 자연스러운 군 준동형이 존재한다.
{\displaystyle G/N\to \operatorname {Out} N=\operatorname {Aut} N/\operatorname {Inn} N}
이는 다음과 같은 가환 그림에 의하여 정의된다. 여기서 길이가 5인 행 및 열은 짧은 완전열이다.
{\displaystyle {\begin{matrix}&&1&&1&&1\\&&\downarrow &&\downarrow &&\downarrow \\1&\to &\operatorname {Z} (N)&\hookrightarrow &\operatorname {C} _{G}(N)&\twoheadrightarrow &\operatorname {C} _{G}(N)/\operatorname {Z} (N)&\to &1\\&&\downarrow &&\downarrow &&\downarrow \\1&\to &N&\hookrightarrow &G&\twoheadrightarrow &G/N&\to &1\\&&\downarrow &&\downarrow &&\downarrow \\1&\to &\operatorname {Inn} N&\hookrightarrow &\operatorname {Aut} N&\twoheadrightarrow &\operatorname {Out} N&\to &1\\&&\downarrow &&\downarrow &&\downarrow \\&&1&&1&&1\end{matrix}}}
여기서 준동형 {\displaystyle G\to \operatorname {Aut} N}은 {\displaystyle g\mapsto (n\mapsto gng^{-1})}이며, {\displaystyle N\to \operatorname {Inn} N}은 {\displaystyle n\mapsto (m\mapsto nmn^{-1})}이다.
특히, {\displaystyle N}이 아벨 정규 부분군일 경우, {\displaystyle \operatorname {Inn} N}이 자명군이며 {\displaystyle \operatorname {Out} N\cong \operatorname {Inn} N}이므로, 다음과 같은 자연스러운 군 준동형을 얻는다.
{\displaystyle G/N\to \operatorname {Aut} N}
{\displaystyle gN\mapsto (n\mapsto gng^{-1})}

## 예
유클리드 군 {\displaystyle \operatorname {IO} (n)=\mathbb {R} ^{n}\rtimes \operatorname {O} (n)}은 평행 이동의 군 {\displaystyle \mathbb {R} ^{n}}을 정규 부분군으로 갖는다. 반면, 회전군 {\displaystyle \operatorname {O} (n)}은 부분군이지만 정규 부분군이 아니다.

## 역사
정규 부분군의 중요성을 처음으로 인식한 사람은 에바리스트 갈루아였다.

## 같이 보기
- 단순군
- 특성 부분군
- 아이디얼

## 참고 문헌
- Dummit, David S.; Richard M. Foote (2004). 《Abstract Algebra》 (영어) 3판. Wiley. ISBN 978-0-471-43334-7. OCLC 248917264. Zbl 1037.00003.
- Lang, Serge (2002). 《Algebra》. Graduate Texts in Mathematics (영어) 211 3판. Springer. doi:10.1007/978-1-4613-0041-0. ISBN 978-1-4612-6551-1. ISSN 0072-5285. MR 1878556. Zbl 0984.00001.